# Tamenus
Genre
Tamenus est un genre de pseudoscorpions de la famille des Atemnidae.

## Distribution
Les espèces de ce genre se rencontrent en Afrique subsaharienne et en Asie du Sud.

## Liste des espèces
Selon Pseudoscorpions of the World (version 3.0) :
- Tamenus aureus Beier, 1932
- Tamenus camerunensis (Tullgren, 1901)
- Tamenus femoratus Beier, 1932
- Tamenus ferox (Tullgren, 1907)
- Tamenus indicus Sivaraman, 1980
- Tamenus insularis Beier, 1932
- Tamenus milloti Vachon, 1938
- Tamenus schoutedeni Beier, 1954

## Publication originale
- Beier, 1932 : Revision der Atemnidae (Pseudoscorpionidea). Zoologische Jahrbücher, Abteilung für Systematik, Ökologie und Geographie der Tiere, vol. 62, p. 547-610.